# Eddy Polanco
Eddy Rafael Polanco Tavarez (Bronx, 5 agosto 1994) è un cestista statunitense con cittadinanza dominicana.